# Sigismund Rákóczi

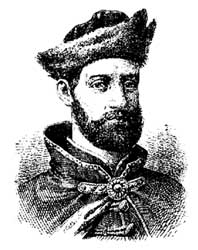
Sigismund Rákóczi
(1544-1608)

Sigismund Rákóczi (în maghiară Zsigmond Rákóczi), (n. 1544, Felsővadász, Districtul Szikszó, Borsod-Abaúj-Zemplén, Ungaria – d. 5 decembrie 1608, Felsővadász, Districtul Szikszó, Borsod-Abaúj-Zemplén, Ungaria) a fost principe al Transilvaniei între anii 1607-1608.